# Félix Pierre Jousseaume
Pour les articles homonymes, voir Jousseaume.
Félix Pierre Jousseaume est un zoologiste français, né le 12 avril 1835 à Vervant (Charente-Maritime) et mort le 3 novembre 1921 à Chantilly.

## Biographie
Il étudie la médecine et obtient un titre de docteur à Paris en 1862, ville où il va exercer. Sa thèse est intitulée Des Végétaux parasites de l'Homme. Il participe à la fondation de la Société zoologique de France qu’il préside en 1878.
Jousseaume s’intéresse aux mollusques sur lesquels il fait paraître plusieurs articles. Dans les années 1890, il se consacre entièrement à ces animaux et abandonne la pratique médicale. Il fait plusieurs voyages en Mer Rouge et offre ses collections au Muséum national d'histoire naturelle de Paris. Il fait paraître de nombreux articles notamment dans le Naturaliste, revue illustrée des sciences naturelles, les Nouvelles archives des missions scientifiques et littéraires, la Revue et magasin de zoologie, le Bulletin de la Société zoologique de France. Il fait paraître également en 1899 La Philosophie aux prises avec la Mer Rouge, le darwinisme et les 3 règnes des corps organisés (A. Maloine, Paris : xii + 559 p.), en 1907 De l'Attraction et autres joyeusetés de la science (A. Maloine, Paris : 160 p.) et en 1914 Impressions de voyage en Apharras [Texte imprimé], anthropologie, philosophie, morale d'un peuple errant berger et guerrier (J.-B. Baillière et fils, Paris, deux volumes : xviii + 700 et 575 p.).

## Œuvres
- Coquilles de la famille des marginelles (1875)